# GP Industria e Commercio Artigianato Carnaghese
De GP Industria e Commercio Artigianato Carnaghese is een voormalige eendaagse wielerwedstrijd die jaarlijks werd verreden in en rondom Carnago in de provincie Varese, Italië. Van 1972-1990 was het een amateurkoers, van 1991-2012 een profwedstrijd voor elite renners, en vanaf 2013 een koers voor nationale elite en U23-renners.

## Lijst van winnaars

### Meervoudige winnaars
| Overwinningen | Renner            | Land   | Jaren      |
| ------------- | ----------------- | ------ | ---------- |
| 2             | Francesco Ginanni | Italië | 2008, 2009 |

### Overwinningen per land
| Overwinningen | Land                                                     |
| ------------- | -------------------------------------------------------- |
| 42            | Italië                                                   |
| 1             | Australië, Colombia, Frankrijk, Oezbekistan, Zwitserland |